# Vertige Graphic
Vertige Graphic est une maison d'édition française de bande dessinée créée en janvier 1987 par Giusti Zuccato, Latino Imparato et Gianni Miriantini.

## Historique
Vertige Graphic a travaillé avec des auteurs tels que Hugo Pratt, Alberto Breccia, José Muñoz et Lorenzo Mattotti en réalisant plusieurs affiches, puis sérigraphies et port-folios à tirage limité. À partir de 1993, Vertige Graphic édite ses premiers livres : Totemtanz de Dino Battaglia, Rapport sur les aveugles d'Alberto Breccia, Le Pavillon dans les dunes de Stevenson illustré par Lorenzo Mattotti, Lettres d'Afrique d'Arthur Rimbaud illustré par Hugo Pratt.
Dans les années suivantes, Vertige Graphic développe son catalogue. Avec son « petit catalogue » (un peu plus de cent vingt titres publiés depuis 1993) en quinze ans de production, est une maison d'édition de bande dessinée indépendante. 
Les éditeurs ont publié des auteurs comme Breccia, Mattotti, Muñoz, des ouvrages comme Fax de Sarajevo, Palestine de Joe Sacco), Gen d'Hiroshima, Les Rois vagabonds, Chronique du proche étranger, Ghost World, Comme un poisson dans l’huile, L'Éléphant (Prix Essentiel révélation à Angoulême 2008 et Prix Topfer 2007 à Genève 2007), des théoriciens (Will Eisner, Scott McCloud, Jean-Paul Jennequin, Benoît Mouchart).